# Марли Дијас
Марли Дијас (3. јануар 2005) је америчка активисткиња и феминисткиња. Покренула је кампању под називом #1000BlackGirlBooks у новембру 2015. године, када је била у шестом разреду.

## Живот
Марли Дијас, која је добила име по реге певачу Бобу Марлију, пореклом је са Јамајке. Рођена је у Филаделфији, а одрасла је у Њу Џерзију. Када је имала једанаест година пожалила се мајци како су све њене обавезне књиге за читање о светлопутим дечацима и псима. Рекла је: „Заправо, нисам имала слободу да читам шта желим." Након разговора са својом мајком, одлучила је да покрене #1000BlackGirlBooks, привукавши више пажње на литературу са главним јунацима тамнопутих жена.
Године 2017. је освојила америчку награду за изузетност у категорији младих.

## Кампања
Посебно се фокусирала на књиге у којима су тамнопуте девојке главни ликови. Покренула је кампању под називом #1000BlackGirlBooks 2015. године, са циљем да прикупи 1.000 књига које ће се поклонити тамнопутим девојкама. У само неколико месеци прикупљено је више од 9.000 књига. Многе од њих су послате на Јамајку. Кампања је такође скренула пажњу јавности на недостатак разноврсности у дечјој литератури.

## Након кампање
Марли, чији је пројекат био популаран широм света, написала је и објавила своју књигу са жељом да покаже деци широм света да се њихове жеље или снови могу остварити. Глобална дечја издавачка компанија је најавила је да ће књига бити објављена на пролеће 2018. Марли је изјавила: „Мислим да ми писање даје креативну слободу. Волим што могу да радим све што желим. Када напишем причу, могу да је учиним колико год желим смешном, тужном или срећном." Постала је најмлађа уредница веб-сајта.

## Књига
1. Marley Dias Gets it Done And So Can You, Marley Dias, 2019[8]